# Daniel Boulanger
Pour les articles homonymes, voir Boulanger (homonymie).
 (juin 2024).
Si vous disposez d'ouvrages ou d'articles de référence ou si vous connaissez des sites web de qualité traitant du thème abordé ici, merci de compléter l'article en donnant les références utiles à sa vérifiabilité et en les liant à la section « Notes et références ».
Daniel Boulanger, né le 24 janvier 1922 à Compiègne et mort le 27 octobre 2014 à Senlis, est un écrivain, poète, scénariste, dialoguiste, auteur de théâtre et acteur français.
Membre de l'Académie Goncourt à partir de 1983, il en démissionne en 2008.

## Biographie
Daniel Boulanger est né le 24 janvier 1922 à Compiègne, dans l'Oise.
Il fait ses études dans l'Aisne au petit séminaire Saint-Charles de Chauny. Après ses études, il entend se consacrer à l'enseignement et devient instituteur. Peu après la Seconde Guerre mondiale, il s'exile un temps au Brésil où il est professeur de français. Son salaire insuffisant le contraint toutefois à se faire courtier en tableaux d'art. En 1946, il quitte précipitamment l'Amérique de Sud et s'installe au Tchad pour occuper un poste de rédacteur aux Affaires économiques.
De retour en France, il publie des romans, des nouvelles, et rédige des scénarios et dialogues pour plusieurs films de la Nouvelle Vague.
À partir de la fin des années 1960, il publie des recueils de poésie et des pièces de théâtre.
Il est l'auteur de 15 recueils de nouvelles, 29 romans, 27 recueils de poésies, 5 pièces de théâtre.
Il obtient en 1963 le prix de la Nouvelle pour les Noces du merle, en 1969 le prix Sainte-Beuve pour Les Chemins des caracoles, en 1970 le prix Max-Jacob pour Retouches, en 1971 le Prix de la nouvelle de l'Académie française pour Vessies et lanternes, en 1974 le prix Goncourt de la nouvelle pour 'Fouette, cocher !, en 1978 le prix du Livre Inter pour L'Enfant de Bohème, et en 1979 le prix Prince-Pierre-de-Monaco pour l'ensemble de son œuvre.
Proche des réalisateurs de la Nouvelle Vague, il joue dans plusieurs films en tant qu'acteur. Il tient de petits rôles dans quelques films de François Truffaut, notamment Tirez sur le pianiste et Domicile conjugal (1970). Dans ce dernier, il est un chanteur ténor, voisin de Claude Jade et de Jean-Pierre Léaud. À la fin du film, Léaud se comporte comme se comportait naguère le chanteur d'opéra, c'est-à-dire qu'il prend le manteau et le sac à main de sa femme et les jette dans l'escalier ; il est devenu un mari à l'égal du ténor. Claude Jade porte le sac, Boulanger et sa femme (Silvana Blasi) l'aident à remettre son manteau - et la femme de Boulanger dit à celui-ci : « Tu vois chéri, maintenant ils s'aiment vraiment ». Dans le film La Zizanie (1978) il tient le rôle du banquier des Daubray-Lacaze (Louis de Funès et Annie Girardot).
Il devient membre de l'Académie Goncourt en 1983, jusqu'en 2008.

## Œuvres

### Nouvelles, contes et recueils de nouvelles
- Les Noces du merle, La Table ronde, 1963 ; réédition, Gallimard, 1985 ; réédition, « Folio », no 2833, 1996
- L'Été des femmes, La Table ronde, 1964 ; réédition, Gallimard, 1985
- Le Chemin des caracoles, Éditions Robert Laffont, 1966 (Prix Sainte-Beuve 1966) ; réédition, « Folio », no 1974), 1988
- Le Jardin d'Armide, éditions Robert Laffont, 1969 ; réédition, « Le Livre de poche », no 5384, 1980
- Mémoire de la ville, Gallimard, 1970 ; réédition, « L'Imaginaire », no 250, 1991
- Vessies et Lanternes, Gallimard 1971 ( - Prix de la nouvelle de l'Académie Française, 1971) ; réédition, « Folio », no 1891, 1987
- La Barque amirale, Gallimard 1972
- Fouette cocher !, Gallimard, 1973 (Prix Goncourt de la nouvelle 1974) ; réédition, « Folio », no 1160, 1979
- Les Princes des quartiers bas, Gallimard, 1974
- Le Chant des matelots, Casterman, coll. Plaisir des contes, 1976
- L'Enfant de Bohème, Gallimard, 1978 (Prix du Livre Inter 1978) ; réédition, « Folio », no 2205, 1990
- La poule a trouvé un clairon, Gallimard, « Enfantimages », 1978 (illustrations de Danièle Bour)
- Un arbre dans Babylone, Gallimard, 1979 (Grand prix de Monaco 1979) ; réédition, « Folio », no 2430), 1992
- Le Chant du coq, Gallimard, 1980 ; réédition, « L'Imaginaire », no 222, 1989
- Le Vent du large, Gallimard, « Enfantimages », 1980 (illustrations de Roger Blachon)
- Le chat m'a dit son histoire, Gallimard, « Folio Benjamin », no 44), 1981 (illustrations de Sophie Kniffke)
- La Huttière, Éditions La Palatine, 1982 (gravures de Willy Mucha)
- Table d'hôte, Gallimard, 1982 ; réédition « Folio », no 1697, 1986
- Les Grands, Casterman, 1983 (illustrations de Christian Vicini)
- Les Jeux du tour de ville, Gallimard, 1983 ; réédition « Folio », no 2764, 1995
- Nouvelles I, Gallimard, 1999
- Nouvelles II, Gallimard, 2001
- Nouvelles III, Gallimard, 2002
- Nouvelles IV, Gallimard, 2003

### Romans
- La Rue froide, La Table ronde, 1958
- L'Ombre, Éditions de Minuit, 1959 ; réédition sous le titre Miroir d'ici, Gallimard, 1978
- Le Gouverneur polygame, éditions de Minuit, 1960 ; réédition, Gallimard, 1979
- La Porte noire, La Table ronde, 1961 ; réédition, « Folio », no 1324, 1981
- Le Téméraire, La Table ronde, 1962 ; réédition, « Folio », no 1525, 1984
- La Mer à cheval, éditions Robert Laffont, 1965 ; réédition, « Le Livre de poche », no 5118, 1978
- Les Portes, éditions Robert Laffont, 1966 ; réédition, « Le Livre de poche ». Biblio, no 3014, 1982
- La Nacelle, éditions Robert Laffont, 1967 ; réédition, « Le Livre de poche », no 5882, 1984
- La Rose et le Reflet, éditions Robert Laffont, 1968 ; réédition, Gallimard, « L'Imaginaire », no 159, 1985
- L'Autre Rive, Gallimard, 1977 ; réédition, « L'Imaginaire » no 202, 1988
- La Dame de cœur, Gallimard, 1979 ; réédition, « Folio », no 2108, 1989
- Connaissez-vous Maronne ? Gallimard, 1981 ; réédition, « Folio », no 1753, 1986
- Jules Bouc, Gallimard, 1987 ; réédition, « Folio », no 2396, 1992
- Mes coquins, Gallimard, 1990 ; réédition, « Folio », no 2324, 1991
- La Confession d'Omer, Gallimard, 1990 ; réédition, « Folio », no 2506, 1993
- Un été à la diable, Gallimard, 1992 ; réédition, « Folio », no 2588, 1994
- Ursacq, Gallimard, 1993 ; réédition, « Folio », no 2669, 1994
- Le Retable Wasserfall, Gallimard, 1993 ; réédition, « Folio », no 3288, 1999
- Caporal supérieur, Gallimard, 1994 ; réédition, « Folio », no 2988, 1997
- Le Miroitier, Gallimard, 1996 ; réédition, « Folio », no 3481, 2001
- Tombeau d'Héraldine, Gallimard, 1997 ; réédition, « Folio », no 4237, 2005
- Talbard, Gallimard, 1998 ; réédition, « Folio », no 3891, 2003
- Le Ciel de Bargetal, Grasset, 1999 ; réédition, « Le Livre de poche » no 15102, 2001
- Clémence et Auguste, Grasset, 2000 ; réédition, « Le Livre de poche » no 15276, 2002
- Les Mouches et l'Âne, Grasset, 2000 ; réédition, « Le Livre de poche », no 15604, 2003
- Cache-cache, Grasset, 2002 ; réédition, « Le Livre de poche » no 30693, 2006
- Du temps qu'on plaisantait, Grasset, 2003 ; réédition, « Le Livre de poche » no 30375, 2005
- La Poste de nuit, Grasset, 2004 ; réédition, « Le Livre de poche » no 30887, 2007
- Le ciel est aux petits porteurs, Grasset, 2006

### Poésies
- Tchadiennes, Gallimard, collection blanche, 1969 ; réédition, Poésie/Gallimard, 1989
- Retouches, Gallimard, collection blanche, 1969 (Prix Max-Jacob 1970) ; réédition, Poésie/Gallimard, 1987
- Les Dessous du ciel, Gallimard, collection blanche, 1973 ; réédition, Poésie/Gallimard, 1997
- Tirelire, Gallimard, collection blanche, 1976
- Œillades, Gallimard, collection blanche, 1979
- Volière (Retouches), Gallimard, collection blanche, 1981
- Hôtel de l'image, Gallimard, collection blanche, 1982 ; réédition suivie de Drageoir, Poésie/Gallimard, 1994
- Drageoir, Gallimard, collection blanche, 1983 ; réédition précédée de Hôtel de l'image, Poésie/Gallimard, 1994
- Lucarnes (Retouches), Gallimard, collection blanche, 1984
- Intailles (Retouches), Gallimard, collection blanche, 1986 ; réédition, Poésie/Gallimard, 1991
- À la Marelle (Retouches), Gallimard, collection blanche, 1987
- Carillon (Retouches), Gallimard, collection blanche, 1988
- Le Porte-œufs (Retouches), Gallimard, collection blanche, 1989
- Automnales (Retouches), Gallimard, collection blanche, 1992
- À la courte paille (Retouches), Gallimard, collection blanche, 1993
- Étiquettes (Retouches), Gallimard, collection blanche, 1993
- Sous-main, (Retouches), Gallimard, collection blanche, 1994
- Taciturnes, (Retouches), Gallimard, collection blanche, 1995
- De laine et de soie, (Retouches), Gallimard, collection blanche, 1997
- Images, mes catins, (Retouches), Éditions Grasset, 1999
- Le Tremble et l'Acacia, (Retouches), Éditions Grasset, 2000
- À quatre épingles, (Retouches), Éditions Grasset, 2002
- À dire vrai, (Retouches), Éditions Grasset, 2003
- Faubourg des fées, (Retouches), Éditions Grasset, 2004
- Oboles, (Retouches), Éditions Grasset, 2006
- Fenêtre mon navire, (Retouches), Éditions Grasset, 2008
- L'Esplanade, (Retouches), Éditions Grasset, 2010
- Vestiaire des anges, (Retouches), Éditions Grasset, 2012

### Pièces de théâtre
- C'est à quel sujet ?, suivi de Le Roi Fanny, Gallimard, 1984
- À la belle étoile - À votre service - Le Beau Voyage, Gallimard, 1985
- Coup de lune - La Partie de cartes - Le Voyage de noces, Gallimard, 1986
- La Toison d'or - Le Paradis, Gallimard, 1987
- La Reine Fracasse - Le Jardin, Gallimard, 1995

### Textes radiophoniques
- Le Voyage, 1963 (pièce radiophonique)
- La Libération, 1974
- Adrienne, 1974
- Jeunesse, 1974
- Rome, 1974
- Venise, 1974
- Tchad, 1974
- Carlecourt, 1974
- Alcool, 1974
- L'Amitié, 1974
- La Dame de cœur, 1981 (adaptation radiophonique du roman éponyme)

## Filmographie

### En tant que scénariste
- Marat (1989) de Maroun Bagdadi
- Chouans ! (1988) de Philippe de Broca
- Les Cavaliers de l'orage (1984) de Gerard Vergez
- Le Cheval d'orgueil (1980) de Claude Chabrol
- La Menace (1977) d'Alain Corneau
- Police Python 357 (1976) d'Alain Corneau
- Une femme fidèle (1976) de Roger Vadim
- L'Affaire Dominici (1973) de Claude Bernard-Aubert
- Pas folle la guêpe (1972) de Jean Delannoy
- Les Pétroleuses (1971) de Christian-Jaque
- Les Caprices de Marie (1969) de Philippe de Broca
- Le Diable par la queue (1968) de Philippe de Broca
- La Route de Corinthe (1967) de Claude Chabrol
- Le Plus Vieux Métier du monde (1967) de Claude Autant-Lara
- Le Roi de cœur (1966) de Philippe de Broca
- Marie-Chantal contre Dr Kha (1965) de Claude Chabrol
- Les Tribulations d'un Chinois en Chine (1965) de Philippe de Broca
- Échappement libre (1964) de Jean Becker
- L'Homme de Rio (1964) de Philippe de Broca
- Les Sept Péchés capitaux (1962) de Claude Chabrol
- Cartouche (1962) de Philippe de Broca
- L'Amant de cinq jours (1961) de Philippe de Broca
- Le Farceur (1961) de Philippe de Broca
- Le Bal des espions (1960) de Michel Clément
- Les Jeux de l'amour (1960) de Philippe de Broca
- La Récréation (1960) de François Moreuil et Fabien Collin

### En tant que dialoguiste
- Marat (1989) de Maroun Bagdadi
- Deux hommes dans la ville (1973) de José Giovanni
- Pas folle la guêpe (1972) de Jean Delannoy
- Les Mariés de l'an II (1971) de Jean-Paul Rappeneau
- Histoires extraordinaires (1968), épisode William Wilson de Louis Malle
- Un homme de trop (1967) de Costa-Gavras
- Le Roi de cœur (1966) de Philippe de Broca
- La Vie de château (1966) de Jean-Paul Rappeneau
- Monnaie de singe (1966) d'Yves Robert
- Le Voleur (1966) de Louis Malle
- Merveilleuse Angélique (1965) de Bernard Borderie
- Angélique marquise des anges (1964) de Bernard Borderie
- L'Homme de Rio (1964) de Philippe de Broca
- Peau de banane (1963) de Marcel Ophuls
- Cartouche (1962) de Philippe de Broca
- Le Farceur (1960) de Philippe de Broca
- Les Jeux de l'amour (1960) de Philippe de Broca

### En tant qu'acteur
- 1960 : À bout de souffle de Jean-Luc Godard : l'inspecteur Vital
- 1960 : Les Jeux de l'amour de Philippe de Broca
- 1960 : Tirez sur le pianiste de François Truffaut : Ernest
- 1962 : L'Œil du Malin de Claude Chabrol
- 1966 : Le Roi de cœur de Philippe de Broca
- 1968 : La Mariée était en noir de François Truffaut : Delvaux
- 1969 : Le Diable par la queue de Philippe de Broca
- 1970 : Sortie de secours de Roger Kahane
- 1970 : Domicile conjugal de François Truffaut
- 1974 : Toute une vie de Claude Lelouch
- 1978 : La Zizanie de Claude Zidi

## Distinctions
- 1966 : Prix Sainte-Beuve
- 1970 : Prix Max-Jacob
- 1971 : Prix de l'Académie française
- 1974 : Prix Goncourt de la nouvelle
- 1978 : Prix du livre Inter
- 1979 : Prix Prince-Pierre-de-Monaco pour l'ensemble de son œuvre
- 1983 : Prix Kléber Haedens avec Geneviève Dormann[4]
- Officier de la Légion d'honneur (1994)
- Officier de l'ordre national du Mérite
- Officier de l'ordre des Arts et des Lettres

1965 : Nomination à l'Oscar du meilleur scénario original : L'Homme de Rio – Jean-Paul Rappeneau, Ariane Mnouchkine, Daniel Boulanger et Philippe de Broca